# Kuratorium Wohnen im Alter
KWA Kuratorium Wohnen im Alter gemeinnützige AG ist ein Träger von Altenwohnstiften in Deutschland mit Hauptsitz in Unterhaching im Landkreis München. KWA betreibt deutschlandweit 16 Altenwohnstifte mit insgesamt 2.901 Bewohnern (Stand 31. Dezember 2023), eine Klinik für Neurologische, Geriatrische und Urologische Rehabilitation und eine Akademie mit Bildungszentren für soziale Berufe.

## Unternehmensführung und Umsatz
Geführt wird das Unternehmen von Vorstand Johannes Rückert unter dem Aufsichtsratsvorsitzenden Manfred Matusza und dem stellvertretenden Aufsichtsratsvorsitzenden Ekkehart Meroth. KWA ist Mitglied der „BAGSO - Bundesarbeitsgemeinschaft der Seniorenorganisationen e.V.“ sowie Mitglied beim „Bundesverband privater Anbieter sozialer Dienste e. V.“ (bpa).
Im Jahr 2023 lagen die Umsatzerlöse bei 145,42 Mio. € zzgl. 10,38 Mio. € sonstiger betrieblicher Erträge, bei einem Anlagevermögen von 231,51 Mio. €. Das Jahr 2005 – das erste Jahr als gemeinnützige Aktiengesellschaft – hatte das Unternehmen mit einem Umsatzerlös von 91,17 Mio. € zzgl. 23,04 Mio. € sonstiger betrieblicher Erträge beschlossen sowie mit 192,8 Mio. € Anlagevermögen.

## Gründung/Unternehmensform

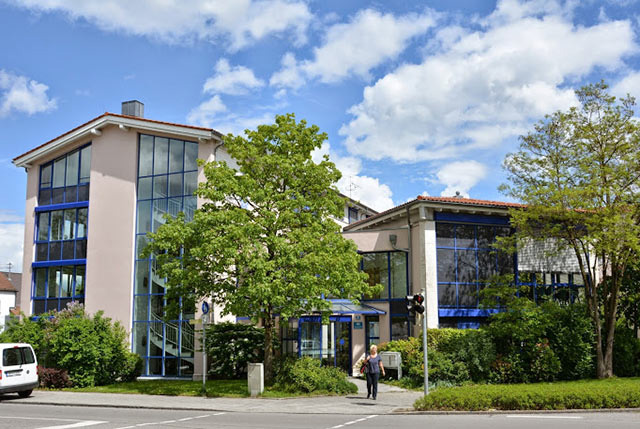
KWA Kuratorium Wohnen im Alter, Hauptverwaltung in Unterhaching

1966 wurde in München der Verein Münchener Altenwohnstift e.V. gegründet und erlangte 1967 den Status der Gemeinnützigkeit. 1977 wurde Kuratorium Wohnen im Alter e.V. gegründet, 1996 als KWA Kuratorium Wohnen im Alter e. V. (neu) weitergeführt und 2005 in die Unternehmensform KWA Kuratorium Wohnen im Alter gAG gewandelt.

## Die einzelnen Einrichtungen

### Altenwohnstifte
Quelle: Geschäftsbericht 2023
| Einrichtung                     | Sitz                        | Eröffnung/Übernahme | Wohnungen / Pflegeplätze |
| ------------------------------- | --------------------------- | ------------------- | ------------------------ |
| KWA Stift im Hohenzollernpark   | Berlin-Schmargendorf        | 2002                | W: 141                   |
| KWA Caroline Oetker Stift       | Bielefeld-Gadderbaum        | 1995                | W: 100                   |
| KWA Stift Urbana im Stadtgarten | Bottrop                     | 1995                | W: 112 / P: 115          |
| KWA Parkstift Aeskulap          | Bad Nauheim                 | 1983                | W: 204 / P: 48           |
| KWA Albstift Aalen              | Aalen                       | 1995                | W 87 / P: 95             |
| KWA Parkstift Hahnhof           | Baden-Baden                 | 1975                | W: 123                   |
| KWA Kurstift Bad Dürrheim       | Bad Dürrheim                | 1974                | W: 146 / P: 30           |
| KWA Parkstift Rosenau           | Konstanz                    | 1973                | W 233 / P 54             |
| KWA Parkstift St. Ulrich        | Bad Krozingen               | 1977                | W: 123 / P: 51           |
| KWA Georg-Brauchle-Haus         | München, Ramersdorf-Perlach | 1966                | W: 225                   |
| KWA Stift am Parksee            | Unterhaching                | 1984                | W: 151                   |
| KWA Hanns-Seidel-Haus           | Ottobrunn                   | 1970                | W: 163 / P: 40           |
| KWA Stift Brunneck              | Ottobrunn                   | 1980                | W: 78                    |
| KWA Stift Rupertihof            | Rottach-Egern               | 1971                | W: 111                   |
| KWA Stift Rottal                | Bad Griesbach im Rottal     | 1977                | P: 66                    |
| KWA Luise-Kiesselbach-Haus      | München, Trudering-Riem     | 2006                | P: 152                   |

### Sonstige Einrichtungen
| Einrichtung                | Sitz                                    | Besonderheiten    |
| -------------------------- | --------------------------------------- | ----------------- |
| 1. KWA Klinik Stift Rottal | Bad Griesbach                           | Klinikplätze: 144 |
| 2. KWA Bildungszentrum     | Bad Griesbach, Pfarrkirchen und München |                   |

## Beteiligungen
Die Kuratorium Wohnen im Alter gAG ist an folgenden Unternehmen jeweils zu 100 % beteiligt:
- KWA Immobilien GmbH & Co. KG,
- KWA Immobilien Verwaltungs GmbH,
- KWA Baumanagement GmbH,
- KWA Betriebs- und Service-Gesellschaft gGmbH,
- KWA Wohnstifte gGmbH,
- KWA Betreutes Wohnen Planungs GmbH.

Weitere Beteiligungen:
- 13 % Marianne-Strauß-Klinik
- 5 % Erwin-Stauss-Institut.

## Mitarbeiter
2023 waren bei KWA 2.649 Mitarbeiter beschäftigt, demgegenüber standen 2.901 Bewohner, davon 635 Bewohner im Wohnbereich Pflege.
Die Mitarbeiter sind in folgenden Bereichen beschäftigt:
- Pflege
- Hauswirtschaft
- Verwaltung
- Küche
- Fachklinik
- Betreuung

Die meisten Mitarbeiter in den Häusern sind durch einen Betriebsrat vertreten, welcher als Gesamtbetriebsrat die Interessen der Mitarbeiter gegenüber der Geschäftsführung artikuliert.

## Unternehmenshistorie
Der Verein Münchner Altenwohnstift e. V. wird am 10. Oktober 1966 in München gegründet: mit dem Ziel, Wohnraum für ältere Menschen zu schaffen und ihnen damit ein adäquates Zuhause zu geben.

### Die Gründer
- Heinrich Junker – Bayerischer Staatsminister des Innern
- Willi Guthsmuths – Staatssekretär a. D.
- Fritz Rüth – Oberfinanzpräsident
- Hermann Beckmann – Jurist
- Heinz Wirsching – Vorstandsmitglied der Bayer. Landwirtschaftsbank, Ministerialrat a. D.
- Otto Hintner – Universitätsprofessor
- Eduard Oehl – Rechtsanwalt

### Die erste Dekade
- Willi Guthsmuths wird Vorsitzender, Hermann Beckmann Geschäftsführer des neu gegründeten Vereins Münchner Altenwohnstift e. V. (MAW).
- Am 1. Oktober 1969 wird im Münchner Stadtteil Neuperlach das erste Wohnstift eröffnet: das KWA Georg-Brauchle-Haus.
- Im Jahr 1970 verleiht der damalige Münchner Oberbürgermeister Hans-Jochen Vogel dem MAW den Ehrenpreis der Stadt München für guten Wohnungsbau.
- Am 1. Oktober 1973 wird das erste Wohnstift in Baden-Württemberg eröffnet, in Konstanz: das KWA Parkstift Rosenau.
- Mit der Gründung von „Kuratorium Wohnen im Alter“ bekommen die regionalen Trägervereine im Jahr 1977 einen gemeinsamen Dachverein, unter dem Vorsitz von Wilhelm Faltlhauser.

### Von 1980 bis 1999
- Am 1. April 1980 eröffnet das Unternehmen in Bad Griesbach eine Altenpflegeschule, die unter der Leitung von Karl-Heinz Edelmann mit weiteren Fach- und Berufsfachschulen, einer Fachakademie für Sozialpädagogik sowie Fort- und Weiterbildungsangeboten zum KWA Bildungszentrum weiterentwickelt wird – seit 2012 am neuen Standort Pfarrkirchen.
- 1992 eröffnet KWA in Bad Griesbach eine Klinik für Neurologische und Geriatrische Rehabilitation: KWA Klinik Stift Rottal. Chefarzt Christoph Garner etabliert einen ganzheitlichen Ansatz. Neben klassischen Behandlungsmethoden und gerätegestützter, moderner Physiotherapie kommen auch alternative Therapien zur Anwendung. In diesem Jahr wird auch das erste Wohnstift in Hessen in Betrieb genommen (eine Übernahme).
- Im Jahr 1995 wird das erste KWA Wohnstift in Nordrhein-Westfalen eröffnet.
- Am 1. April 1996 verschmelzen MAW und die regionalen Trägervereine zum neuen Verein KWA Kuratorium Wohnen im Alter e. V.
- Im Jahr 1999 wird als Tochtergesellschaft von KWA die KWA Betriebs- und Service GmbH (KBS) gegründet. Heute sind die KWA Küchenbetriebe sowie Gastronomie, Hauswirtschaft, IT, KWA Reisen und KWA Club dort angesiedelt, unter der Geschäftsführung von Horst Schmieder und Thomas Schurr.

### Von 2000 bis 2019
- Im Mai 2000 wird Horst Schmieder in den KWA-Vorstand berufen
- KWA Baumanagement unter der Geschäftsführung von Gerhard Schaller und Betreutes Wohnen Planungs GmbH mit dem Geschäftsführer Walter Eisele gehen im Jahr 2000 an den Start.
- Im Jahr 2002 wird ein weiteres Bundesland mit KWA verbunden: Durch die Eröffnung eines Wohnstifts in Berlin.
- Mit „Seniorenwohnen am Bodensee“ wird im Jahr 2003 in Konstanz erstmals KWA Betreutes Wohnen realisiert: Die Häuser befinden sich in unmittelbarer Nähe des Wohnstifts, sodass Bewohner Dienstleistungsangebote des Wohnstifts in Anspruch nehmen können und auch den ambulanten Pflegedienst von KWA.
- Im Jahr 2005 wird aus dem gemeinnützigen Verein die KWA Kuratorium Wohnen im Alter gAG. Die Gemeinnützigkeit bleibt bestehen. Die bisherigen Vereinsmitglieder werden Aktionäre, bringen sich weiterhin ehrenamtlich ein. Statt eines Verwaltungsrats gibt es seitdem einen Aufsichtsrat, der von den Aktionären gewählt wird.
- Im Jahr 2012 wird Stefan Arend in den KWA-Vorstand berufen; Schmieder und Arend führen das Unternehmen nun zu zweit.
- Am 10. Oktober 2016 feiert KWA im Alten Rathaus München sein 50-jähriges Bestehen. Gründungsmitglied Hermann Beckmann und seine Ehefrau Dagmar sind Ehrengäste. Die Bayerische Sozialministerin Emilia Müller spricht ein Grußwort.

### Ab 2020
- Nach 12 Jahren als Mitglied im KWA-Vorstand scheidet Stefan Arend zum 1. Oktober 2020 aus. Ab diesem Zeitpunkt führte Horst Schmieder das gemeinnützige Sozialunternehmen als alleiniger Vorstand.
- Nach 23 Jahren Vorstandstätigkeit für KWA tritt Horst Schmieder im August 2023 in den Ruhestand ein.
- Zum 1. September 2023 tritt Johannes Rückert sein Amt als neuer KWA-Vorstand an.[4]